# Casey-Station
Koordinaten: 66° 17′ S, 110° 32′ O

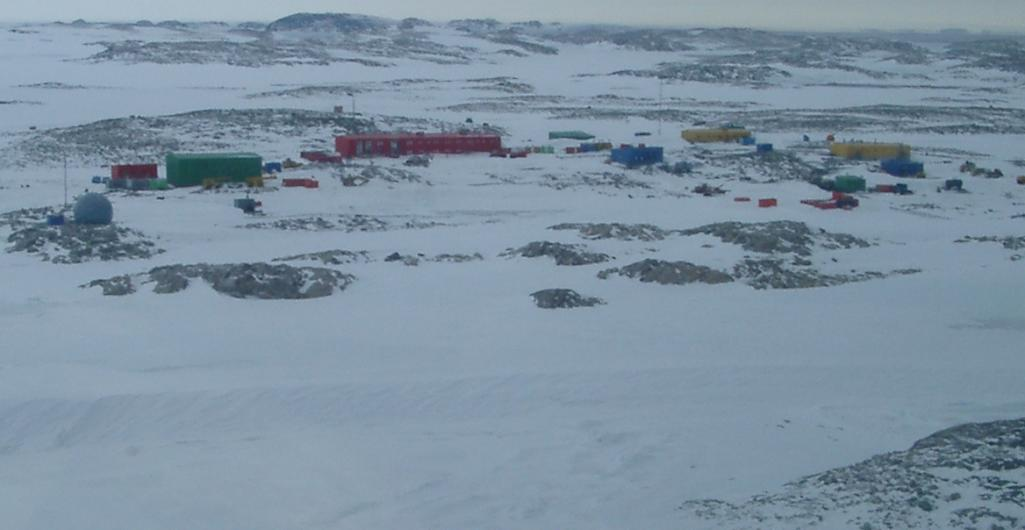
Schrägluftbild der Casey-Station

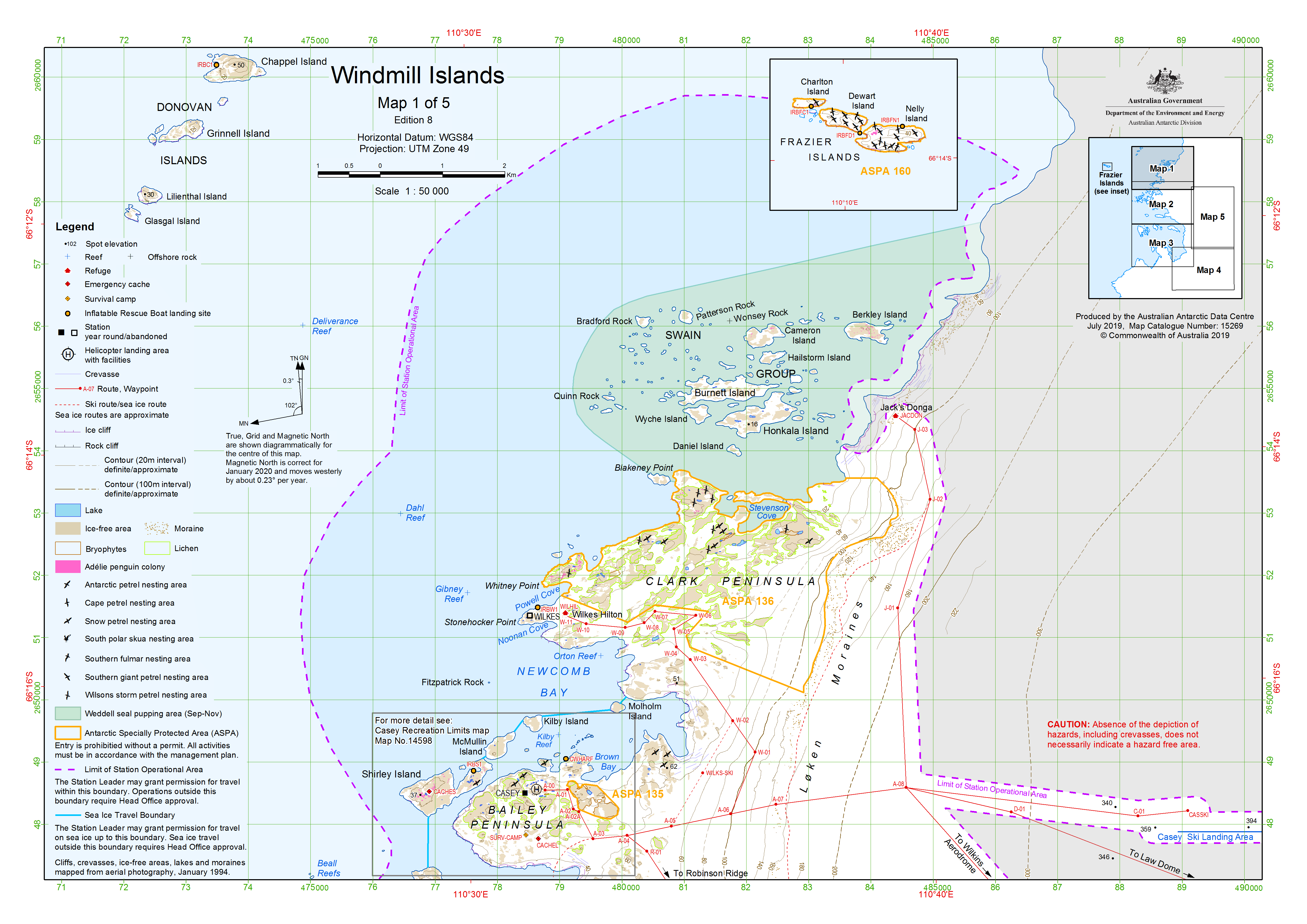
Karte der nördlichen Windmill-Inseln mit der Bailey-Halbinsel und der darauf befindlichen Casey-Station (unten)

Die Casey-Station ist eine australische Forschungsstation an der Budd-Küste im östlichen Teil der Antarktis.

## Geschichte
Bis 1959 war die Station mit dem Namen Wilkes-Station unter der Führung der USA. 1964 wurde die Forschungsstation von Australien übernommen und etwa zwei Kilometer südlich, auf der Bailey-Halbinsel, wieder aufgebaut. Nach der Fertigstellung 1969 wurde sie nach Richard Casey, Baron Casey (1890–1976) benannt, einem großen Unterstützer der australischen Antarktisforschung. Zu dieser Zeit war die Station mit Schlafunterkünften und Forschungsgebäuden, die über einen Wellblechtunnel miteinander verbunden waren, eine der modernsten der Antarktis. Jedoch verursachte die zunehmende Korrosion größere Schäden und hohe Kosten, so dass in den 1980er Jahren die australischen Stationen mit Stahlrahmen und anderem haltbaren Material ausgestattet wurden.

## Heutiger Stand
Die aktuell 16 Gebäude der Station wurden 1988 eröffnet, die alten der Tunnelstation 1989 abgerissen. Das Hauptgebäude ist das sogenannte Red Shed. Hier sind Wohnungen, Sozialräume und die Messe untergebracht. Des Weiteren existieren Gebäude für die Lagerhaltung („Store“ im „Green Shed“), die wissenschaftliche Arbeit („Science Building“), die Fahrzeuge, die Energieerzeugung und die Wassererzeugung. Letzteres enthält einen Whirlpool, welcher mit der Abwärme der Wasserproduktion betrieben wird.

## Zivile Flugverbindung
Seit Dezember 2007 besteht eine zivile Luftfahrtverbindung über die Wilkins Runway in einem Blaueisgebiet, die rund 70 km von der Station entfernt und vier Kilometer lang und 100 Meter breit ist. Sie wurde nach Hubert Wilkins benannt, der 1928 Teile der Antarktis überflog. Die Landung erfolgt auf einem Belag aus Eis und Schnee. Dafür wird die Piste regelmäßig mit Hilfe von Laserstrahlen vermessen und geglättet. Der Bau dauerte drei Jahre und kostete 30 Mio. €.
Die Landung eines Airbus A319 am 10. Dezember 2007 war die erste Landung eines Passagierflugzeugs in der Antarktis. Seither besteht ein wöchentlicher Linienflug von Hobart in Australien mit einem A319 der Fluggesellschaft Skytraders. Dieser Flug dauert viereinhalb Stunden. Zuvor waren die Reisenden auf eine zweiwöchige Schiffsreise angewiesen. Die Flugverbindung dient nicht dem Tourismus, sondern dem Transfer der Forscher und Angestellten zur Station.
Überflüge von Passagierflugzeugen über die Antarktis gibt es bereits seit den 1970er Jahren, dabei zerschellte am 28. November 1979 der Air-New-Zealand-Flug 901 am 2200 km entfernten Mount Erebus.